# 天主教加尔瓦尔教区
天主教加爾瓦爾教區 （拉丁語：Dioecesis Karvarensis）是羅馬天主教的一個教區，位於印度卡纳塔克邦西北北卡納達縣，受班加罗尔总教区管轄。
教區成立於1976年1月24日。2006年有教友53,800名，佔轄區總人口僅百分之3.9。由102名司鐸名管理六十五個堂區。現任教區主教為德雷克‧費爾南德斯。